# Mihai Chețan
Mihai Chețan este un fost senator român în legislatura 1990-1992 ales în județul Hunedoara pe listele partidului FSN. A fost de asemenea manager la Combinatul Siderurgic Hunedoara și președinte al CPUN Hunedoara. În cadrul activității sale parlamentare, Mihai Chețan a fost membru în grupurile parlamentare de prietenie cu URSS, Regatul Thailanda și Republica Coreea. 